# Pisárecká kotlina
Pisárecká kotlina je geomorfologický okrsek na jižní Moravě, v oblasti města Brna. Je součástí podcelku Lipovské vrchoviny, která je částí Bobravské vrchoviny.
Kotlina vznikla ve vyvřelých horninách brněnského masivu a její dno tvoří neogenní a čtvrtohorní sedimenty. Ty vytváří nivu a terasy řeky Svratky, která Pisáreckou kotlinou protéká. Ohraničení kotliny tvoří ze severu masivy Žlutého kopce a Špilberku, ze západu svažující se Kohoutovická vrchovina a z jihu Červený kopec.
Oblast Pisárecké kotliny je zcela urbanizovaná městem Brnem, nacházejí se zde městské čtvrti Pisárky, Staré Brno a Štýřice. Velkou část kotliny zabírá v Pisárkách postavený areál brněnského výstaviště. V oblasti Starého Brna se nacházel Brněnský hrad, který se svým okolím, zasahujícím i do Štýřic, tvořil původní raněstředověké brněnské osídlení.